# Mirafiori Complex

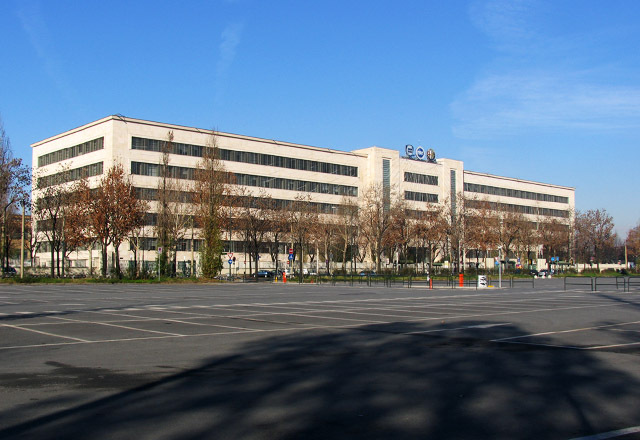
Verwaltungsgebäude

Der Mirafiori Complex von Stellantis wurde von 1937 bis 1939 im Turiner Stadtteil Mirafiori von Fiat errichtet und nach den Zerstörungen im Zweiten Weltkrieg in der Nachkriegszeit wieder aufgebaut und erweitert. Bei dem Werk sind auch das Centro Stile Fiat, Abarth und das Automobilmuseum Mirafiori Motor Village angesiedelt. Bekannt ist das Werk unter anderem für sein 220 Meter langes Verwaltungsgebäude und eine neben dem Werk liegende Teststrecke.

## Geschichte
Fiat-Chef Giovanni Agnelli beantragte 1936 den Bau eines sehr großen Automobilwerks in Mirafiori, weil das 1923 eröffnete Fiat-Werk Lingotto nicht mehr ausreichte. Mirafiori, benannt nach einem von Herzog Karl Emanuel I. von Savoyen für seine spanische Gattin errichteten Schloss (Miraflores, nicht mehr existent), lag damals vor den südlichen Toren der Stadt, war aber über Straßen und Bahnstrecken gut angebunden. Es gab auch genügend Platz für Erweiterungen der Anlage.
Mussolini zögerte mit der Genehmigung, weil er eine zu große Konzentration sozialistisch und kommunistisch ausgerichteter Arbeiter fürchtete, eine Berücksichtigung anderer Landesteile forderte und die grenznahe, rund 100 Hektar große Anlage mit ihren 22.000 Mitarbeitern im Kriegsfall leicht Ziel von Luftangriffen werden konnte. Agnelli setzte sich durch, indem er als Kompromiss den Bau von Einrichtungen in Mittel- und Süditalien zusicherte. Die Bauarbeiten in Mirafiori begannen unter der Leitung des Ingenieurs Vittorio Bonadé Bottino im Frühjahr 1937, die Einweihung durch Mussolini erfolgte am 15. Mai 1939. Wegen der feindseligen Haltung der Arbeiter verließ Mussolini die Zeremonie vorzeitig.

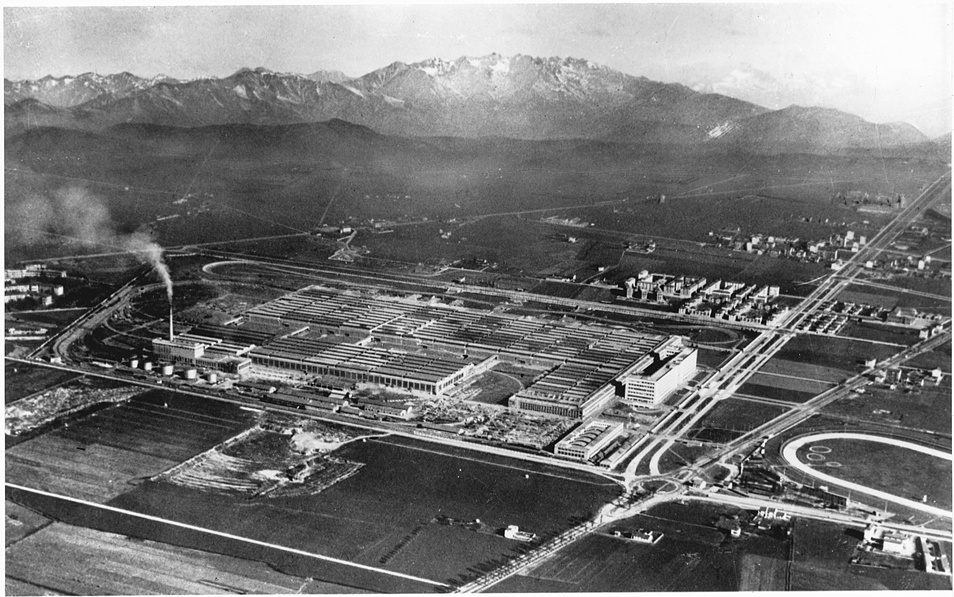
Luftbild des Werks um 1940

Die Konzeption der Produktion, die Arbeitsbedingungen, die Kantinen, die Umkleideräume, die sanitären und sozialen Einrichtungen des Werks galten als vorbildlich. Es gab auch Luftschutzeinrichtungen für rund 110.000 Menschen. Mussolini bezeichnete das Werk als „perfekte faschistische Fabrik“, obwohl seine Partei, die Nationale Faschistische Partei, am Bau nicht beteiligt war. Die Arbeiter klagten angesichts steigender Lebenshaltungskosten über zu niedrige Löhne.
Nach dem Eintritt Italiens in den Zweiten Weltkrieg im Juni 1940 gab Mussolini die Anweisung, das Werk in Mirafiori auf Kriegsproduktion umzustellen. Für die Herstellung von Lastkraftwagen, Panzerfahrzeugen und Flugmotoren musste das Werk fast völlig umstrukturiert werden, was erhebliche Kosten verursachte.
Ein erster Luftangriff der Royal Air Force in der Nacht vom 11. auf den 12. Juni 1940 richtete im Mirafiori-Werk keine nennenswerten Schäden an. Die Luftangriffe im November und Dezember 1941 hingegen verwüsteten große Teile des Werks mit den dortigen Produktionsanlagen, unfertigen Erzeugnissen, Lagerbeständen, Verwaltungs- und Planungsunterlagen. Bis 1945 wurde das Werk durch Luftangriffe fast völlig zerstört. Wegen der schlechten Lebensmittelversorgung und der sich verschlechternden Arbeitsbedingungen kam es im März 1943 im Mirafiori-Werk zu einem Streik, der sich rasch auf Betriebe in ganz Norditalien ausdehnte. Viele der Streikenden wurden von der Polizei festgenommen und von Sondergerichten verurteilt. Dieser Streik gilt heute in Italien als Beginn des antifaschistischen Widerstands, der Resistenza.
Nach dem Waffenstillstand von Cassibile und der folgenden deutschen Besetzung Norditaliens wurde die Produktion im September 1943 vorübergehend eingestellt. Trotz der Zugeständnisse, die die neue faschistische Sozialrepublik machte, wurden die Streiks Ende November 1943 fortgesetzt. Die Drohungen der SS führten einerseits zur Wiederaufnahme der Produktion, andererseits zur Bildung antifaschistischer Sabotagetrupps, die im Werk Produktionsanlagen beschädigten oder unbrauchbar machten. Daraufhin beschlossen deutsche Stellen die Demontage von Anlagen und deren Verbringung nach Deutschland und andere Orte, was von den Sabotagetrupps wenigstens zum Teil verhindert wurde, indem man die Anlagen rechtzeitig abbaute und entwendete. Im Juni 1944 beendeten ein weiterer Luftangriff und ein erneuter Streik weitere Demontageversuche. Auf einen deutschen Großauftrag und entsprechende unbezahlte Verlängerungen der Arbeitszeiten reagierte die Belegschaft in Mirafiori und Lingotto im November 1944 mit einem weiteren Streik, woraufhin über 1.300 Mitarbeiter festgenommen wurden. Im April 1945 besetzte die Belegschaft im Zug des allgemeinen Volksaufstandes in Norditalien das Werk und verteidigte es gegen einen deutschen Angriff. Nach der Befreiung wurden die verbliebenen Teile des Werks am 28. April 1945 wiedereröffnet.
Nach dem Krieg wurde das Werk nicht nur wiederaufgebaut, sondern zwischen 1956 und 1958 im Südwesten auf 200 Hektar verdoppelt. Die Automobilproduktion konnte 1947 wiederaufgenommen werden, zunächst mit dem Fiat Topolino und kurz darauf mit dem modernisierten Fiat 1100. Besonders die Modelle Fiat 500 und Fiat 600 standen für das Wirtschaftswunder (miracolo economico) der 1950er-Jahre. Von 1969 bis in die 1970er-Jahre war das Werk von sozialen Spannungen und etlichen Streiks betroffen, die mit Studentenprotesten prägend für diese Zeit waren. Es geriet auch wegen Verbindungen zu linksterroristischen Organisationen in die Schlagzeilen.
Ab 1974 wurde mit dem Fiat 131 ein Mittelklassewagen gebaut, der nach dem Werk Mirafiori benannt war. In den 1980er-Jahren stand die Produktion der erfolgreichen Modelle Fiat Panda und Fiat Uno im Mittelpunkt, in den Jahren danach dann der Fiat Punto. Daneben wurden in dem Werk fast alle Pkw-Modelle von Fiat hergestellt.
Ab 2008 wurde in Mirafiori der Alfa Romeo MiTo produziert, ab 2016 auch der Maserati Levante.
2020 wurde im Werk Mirafiori die Produktion des rein elektrischen Fiat 500 aufgenommen, während der Vorgänger mit Verbrennungsmotor im Fiat-Werk Tychy gebaut wurde.
Die neue, seit Anfang 2023 erhältliche Generation des Maserati GranTurismo wird hier gebaut, von dem Fahrzeug gibt es auch eine rein elektrische Variante.